# Doratulina ribeiroi
Doratulina ribeiroi är en insektsart som beskrevs av Singh-pruthi 1936. Doratulina ribeiroi ingår i släktet Doratulina och familjen dvärgstritar. Inga underarter finns listade i Catalogue of Life.